# Sandby backar
Sandby backar är ett naturreservat i Simrishamns kommun i Skåne län. Reservatet ligger vid kusten mellan Mälarhusen och Sandby strand. Det är naturskyddat sedan 2013 och är 36 hektar stort varav 25 hektar landyta.
Reservatet består av öppna sanddyner och skall hållas fritt från träd och buskar.

## Flora och fauna
Området består av en ovanlig naturtyp med vandrande öppna sanddyner som utgör livsmiljö för sällsynta djur och växter. 

## Bilder

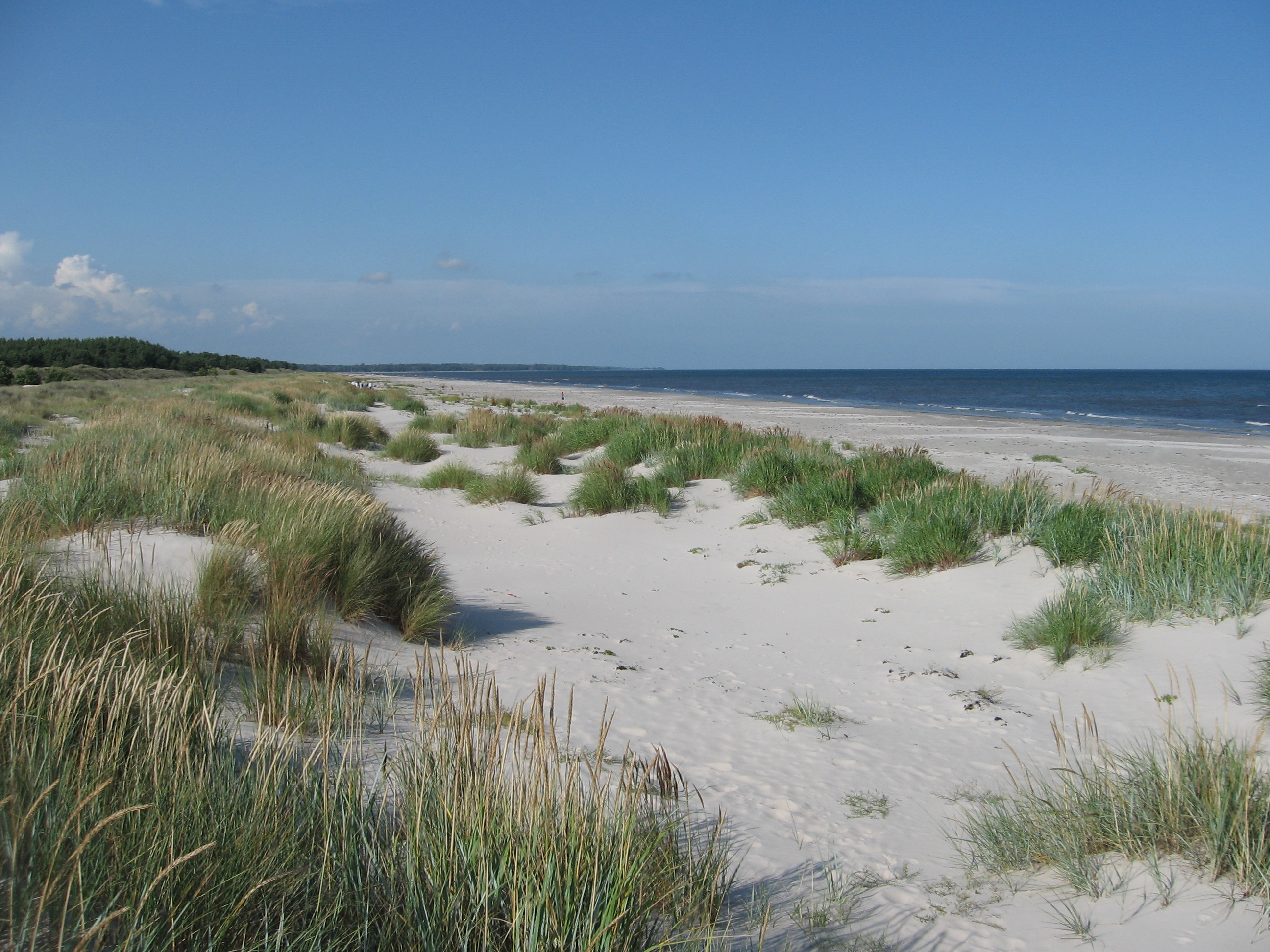
Stranden
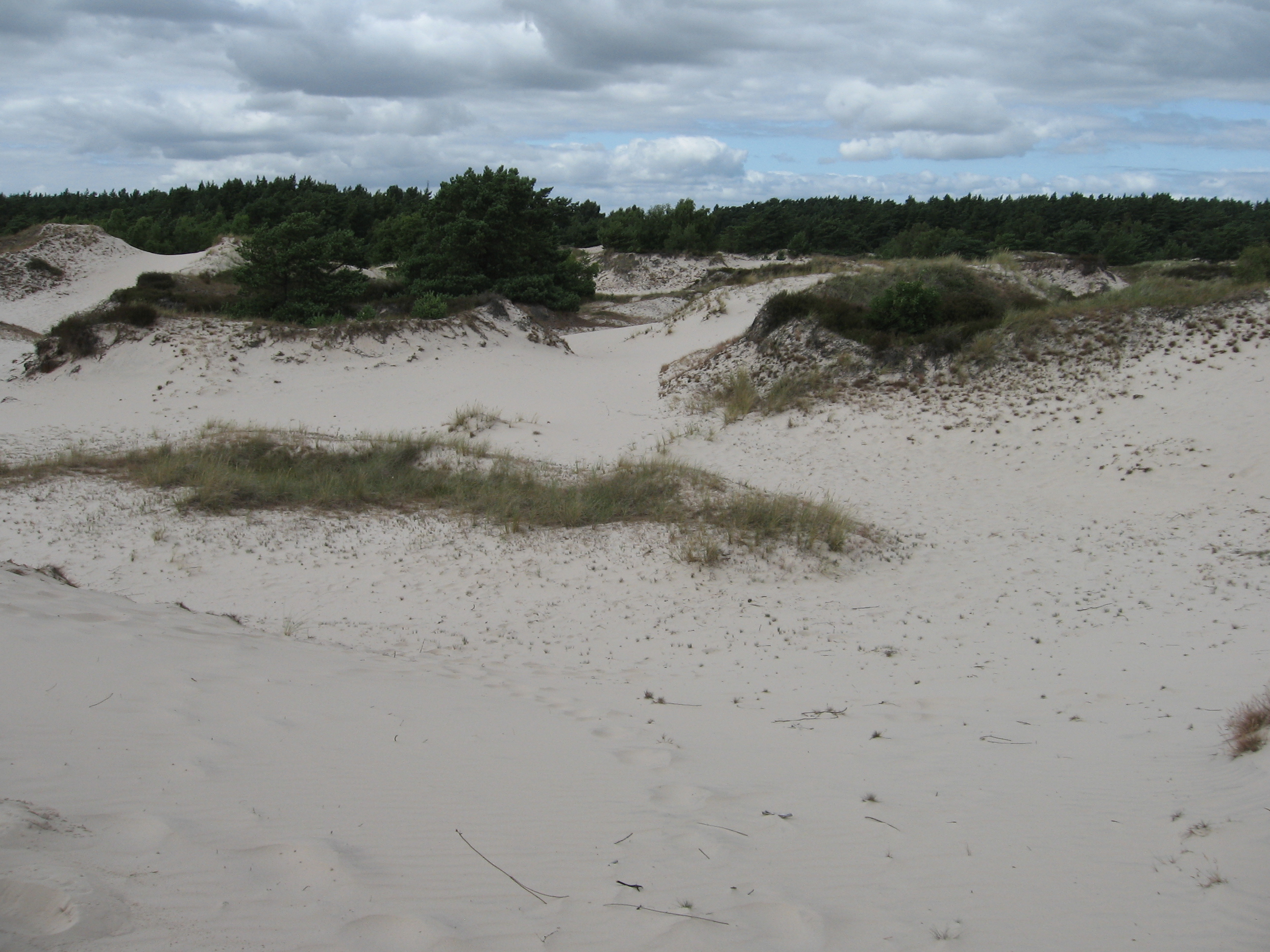
Sanddyner
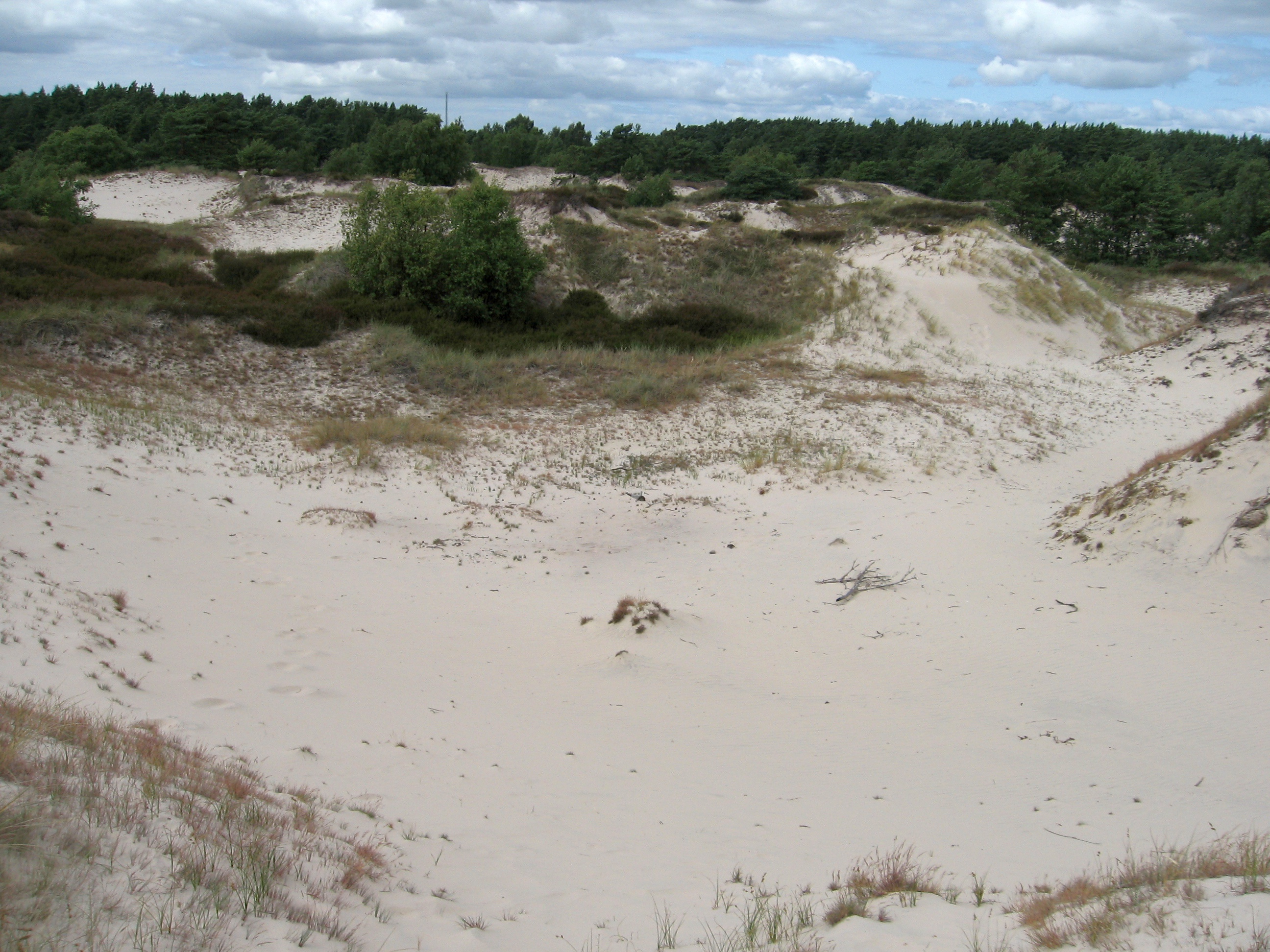
Sanddyner